# Синагоги України

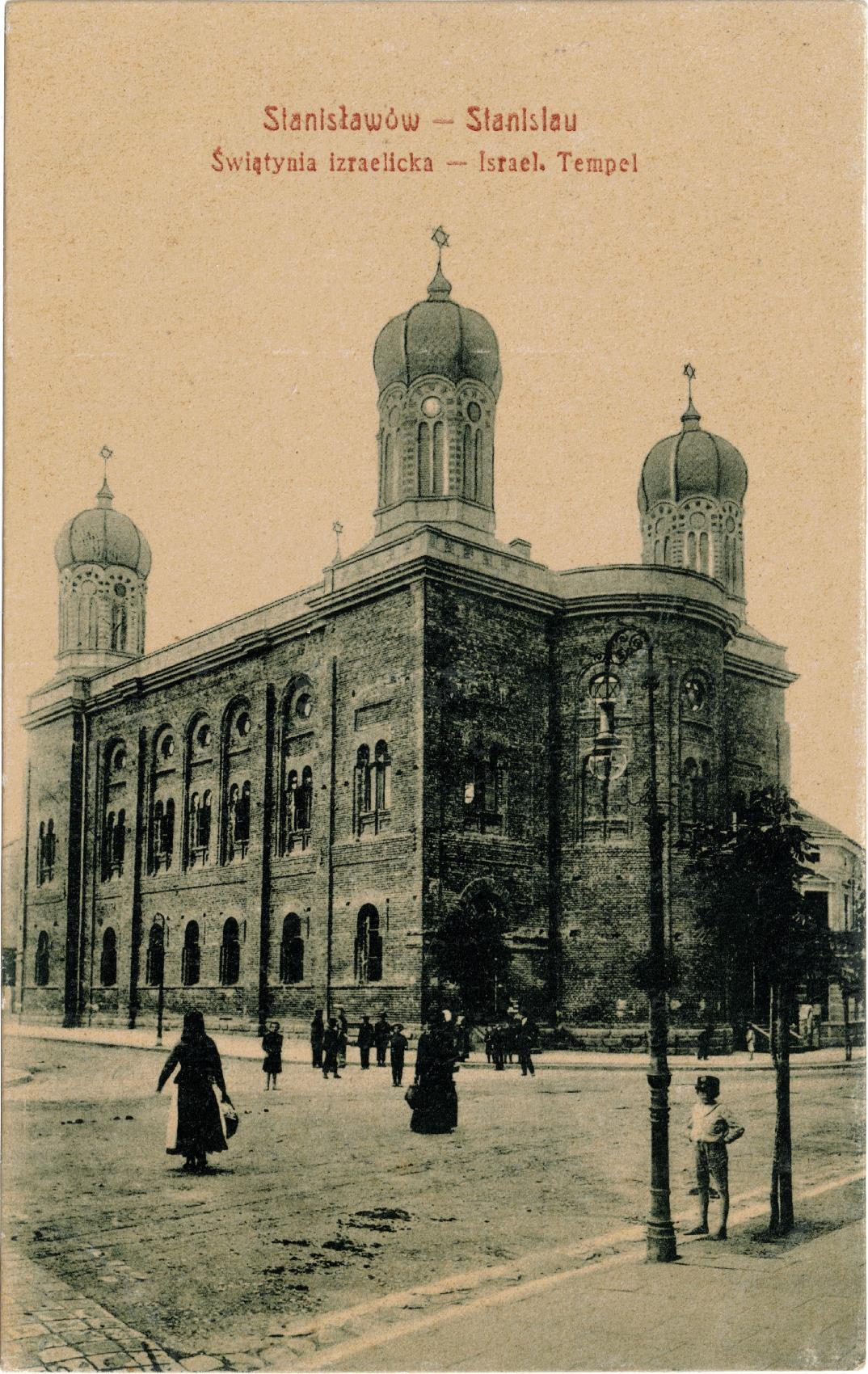
Івано-Франківська синагога

Синагога — молитовне приміщення громади віруючої спільноти юдеїв.
Українські землі Галичини, Поділля та Волині багато століть були центрами єврейської культури Речі Посполитої, Австро-Угорщини та Російської імперії. Згодом, синагоги поширились на всю територію України — це найбільший пласт єврейської культури, старовинні архітектурні пам'ятки країни. 

## Діючі синагоги України
Список сучасних синагог України:

Бейс Аарон ве Ісраель

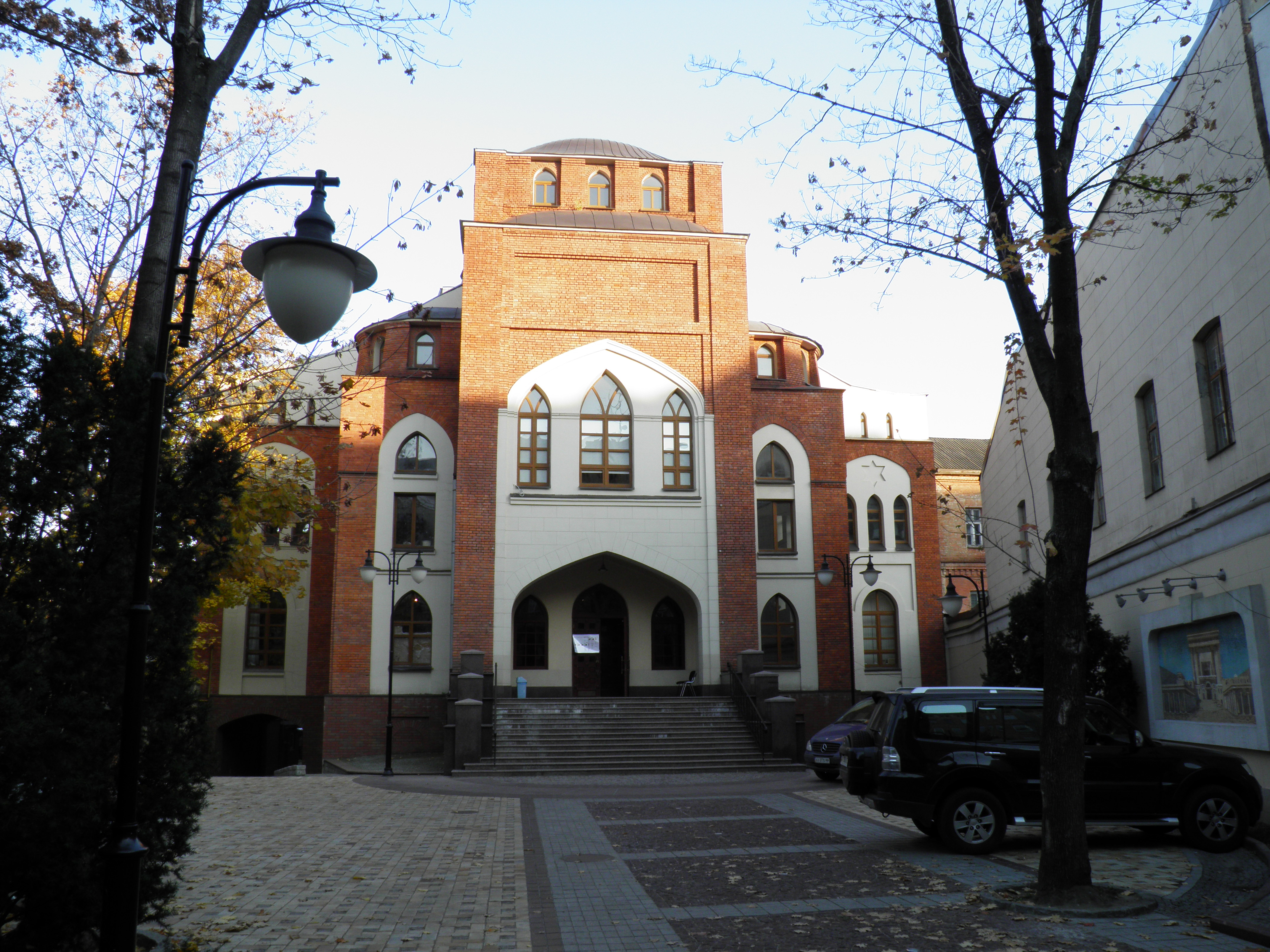
Харківська хоральна синагога

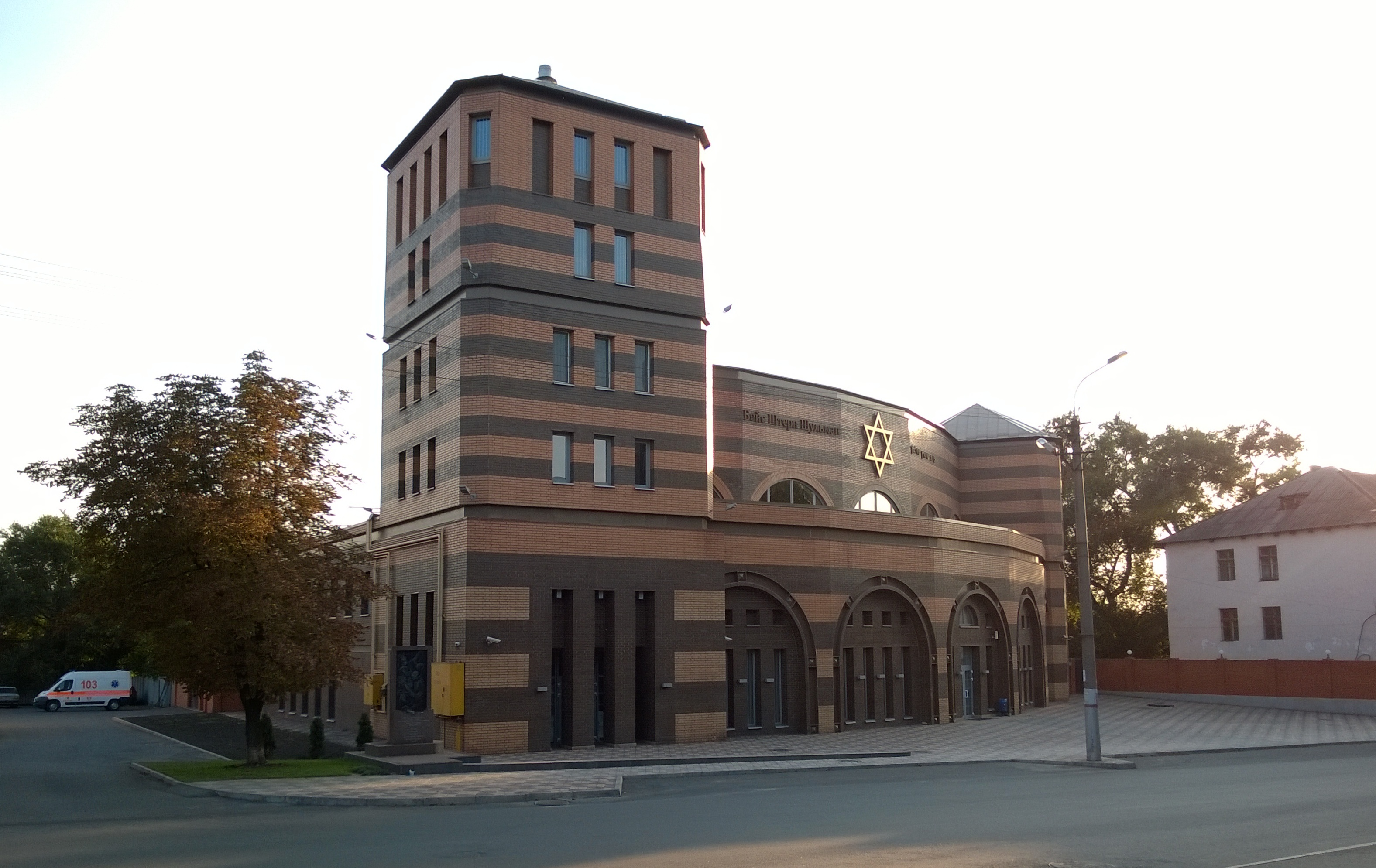
Бейс Штерн Шульман, Кривий Ріг

- Велика хоральна синагога (Бердичів)
- Синагога Бейт Реувен (Кам'янське)
- Дніпровська Хоральна Синагога «Золота Роза»
- Гіймат-Роза (Запоріжжя)
- Галицька синагога (Київ)
- Синагога Бродського (Київ)
- Велика хоральна синагога (Київ)
- Бейс Штерн Шульман (Кривий Ріг)
- Синагога «Центр Роар ХАБАД» (Кременчук)
- Бейс Аарон ве Ісраель (Львів)
- Хоральна синагога Маріуполя
- Стара синагога (Миколаїв)
- Синагога Бейт Хабад (Одеса)
- Синагога Ор Самеах
- Синагога «Старий Клойз» (Рівне)
- Синагога (Ужгород)
- Харківська хоральна синагога
- Синагога ремісників (Хмельницький)
- Синагога Хабад (Херсон)
- Бейт-Тфіла Біньямін (Чернівці)
- Велика синагога (Дрогобич)

### Кенаси

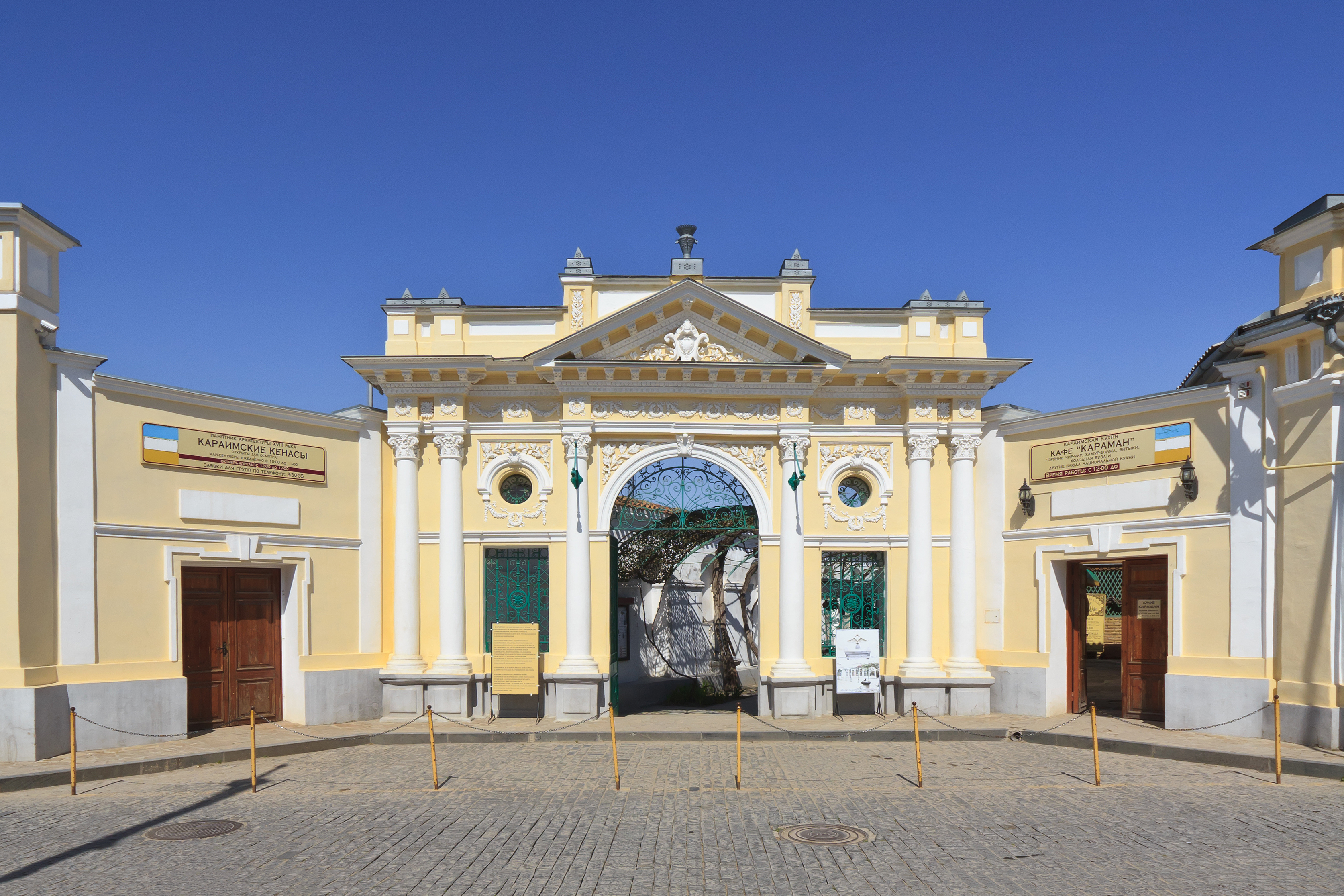
Кенаси в Євпаторії

- Кенаси в Євпаторії
- Харківська кенаса
- Сімферопольська кенаса

## Занедбані синагоги України
У перші роки набуття державності Україною, Асоціація єврейських громадських організацій України зробила список синагог, які збереглись на той час, хоч частково — їх було близько 800 об'єктів.